# Aggiosaurus
Aggiosaurus nicaeensis
Genre
Espèce
Synonymes
- † Megalosaurus nicaeensis (Ambayrac, 1913)
- † Dakosaurus nicaeensis (Ambayrac, 1913)

Aggiosaurus est un genre éteint de crocodyliformes marins de la famille des métriorhynchidés. Il a vécu au début du Jurassique supérieur (Oxfordien), il y a environ entre 163 et 157 Ma (millions d'années) dans le sud-est de la France.
Une seule espèce est rattachée au genre, Aggiosaurus nicaeensis, découverte en 1912 et décrite en 1913 par Hippolyte Ambayrac (d) dans deux publications,.

## Étymologie
Le nom de genre provient du site de la découverte du fossile, le Cap d'Aggio à la Turbie dans le département français des Alpes-Maritimes et "sauros" (σαῦρος), "lézard" en grec ancien. Le nom spécifique rend hommage à la ville toute proche de Nice (France).

## Description
Le seul fossile connu est une mâchoire supérieure, mal conservée, à l'intérieur d'un bloc de calcaire. Sa denture est robuste avec peu de dents, mais qui possèdent des couronnes dentaires pouvant atteindre 12 centimètres. L'holotype est conservé au Muséum d'histoire naturelle de Nice.

## Historique
Aggiosaurus nicaensis fut d'abord décrit comme un Megalosauridae,. C'est Éric Buffetaut qui le détermina comme un Crocodyliformes de la famille des Metriorhynchidae en 1982.
La mauvaise conservation du spécimen type fait qu’Aggiosaurus nicaensis est parfois considéré comme un nomen dubium.
Young & Andrade suggèrent en 2009 que Aggiosaurus est un synonyme junior de Dakosaurus et que A. nicaeensis serait à considérer pour l'instant comme une possible espèce distincte de Dakosaurus,.